# John Farrow

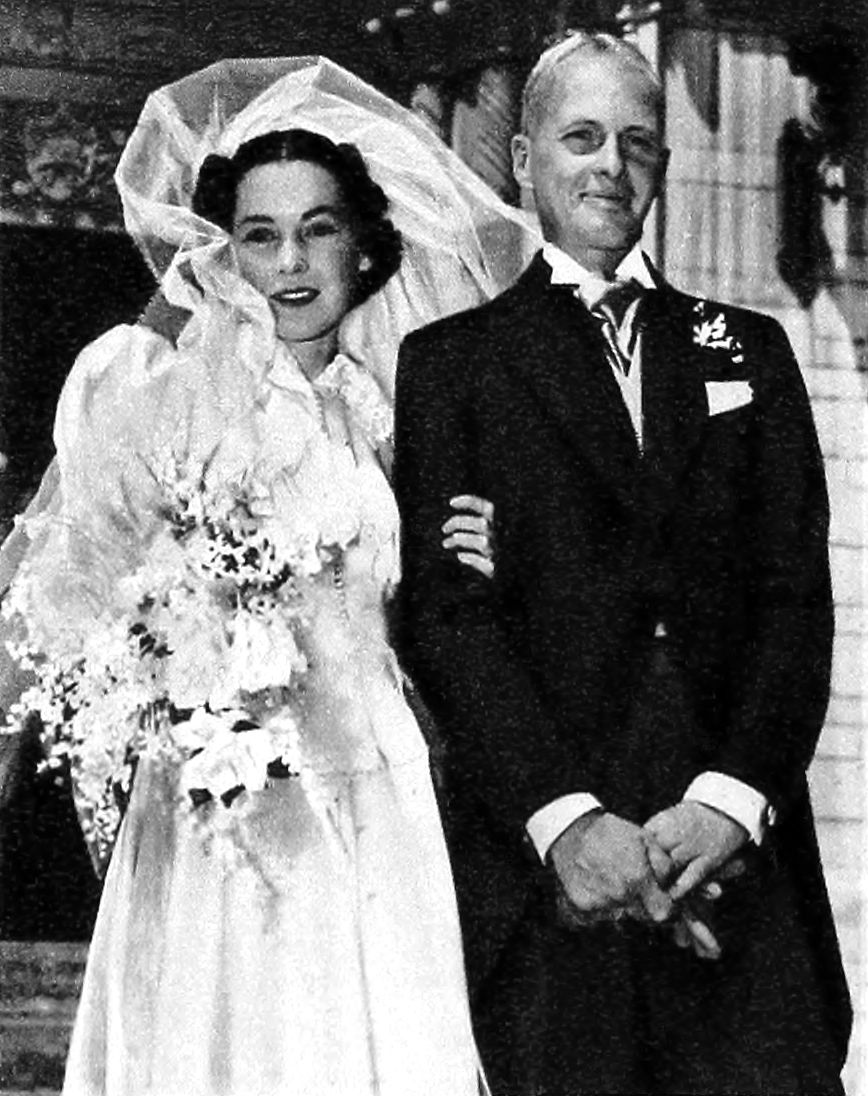
Maureen O'Sullivan och John Farrow vid deras bröllop.

John Farrow, född 10 februari 1904 i Sydney, Australien, död 27 januari 1963 i Beverly Hills, Los Angeles, Kalifornien, var en australisk-amerikansk filmregissör och manusförfattare. Han regisserade över 45 långfilmer och har tilldelats en stjärna på Hollywood Walk of Fame.
Han var gift med skådespelaren Maureen O’Sullivan och far till Mia, Prudence och Tisa Farrow.

## Filmregi, urval
- 1939 – Fem kom tillbaka
- 1945 – Och då kom du
- 1946 – Två år för om masten
- 1948 – Natten har tusen ögon
- 1948 – Mannen i mörkret
- 1948 – Den stora klockan
- 1949 – Det kom en främling
- 1951 – Dödligt lik